# Morio Asaka
Pour les articles homonymes, voir Morio (homonymie) et Asaka (homonymie).
Morio Asaka (浅香 守生, Asaka Morio) est un réalisateur de série d'animation (Anime) né le 11 mars 1967 dans la préfecture de Hyōgo au Japon. 

## Biographie
Morio Asaka né le 11 mars 1967 dans la préfecture de Hyōgo. Après avoir été diplômé de l'école de Design d'Ōsaka, il intègre le Studio Madhouse à la fin des années 1980. Il fait ses débuts sur la série Yawara! où il réalise de nombreux storyboards. Son travail est remarqué et on lui donne l'occasion de passer à la réalisation sur l'OAV Pops en 1993 alors qu'il n'a que 26 ans. S'ensuit plusieurs réalisations de courts OAV jusqu'en 1998 où il se voit confier pour la première fois la réalisation d'une série, Cardcaptor Sakura, adaptation du manga éponyme de Clamp. C'est un immense succès qui permet au studio Madhouse de se relancer sur le marché de la série qu'il avait négligé depuis le début des années 1980. Il réalisera également les deux films dérivés de la série, sortis en 1999 et 2000. 
Après Cardcaptor Sakura, Asaka réalise une autre série Magical Girl avec Yoshimitsu Ōhashi, Galaxy Angel en 2001 ainsi que sa suite Galaxy Angel Z, en 2002. Cette même année, il se voit confier la réalisation d'une autre adaptation d'un manga de Clamp, Chobits. Cette série, plus mature, permet à Asaka de toucher un public nettement plus âgé que ses deux œuvres précédentes. Il confirme cette tendance en réalisant en 2003 Gunslinger girl, sans doute son œuvre la plus violente, puis en 2006 Nana, adaptation du célèbre manga éponyme de Ai Yazawa. 

## Filmographie

### Séries TV et Manga/Anime
- Yawara! (oct 1989 - sept 1992) - Storyboard (ep 40,48,52,68,78,86,93,102,109), directeur d'épisode (ep 40,48,52,60,65,68,78,83,86,93,94,96,102,109)
- Le roi Léo - 1989 (oct 1989 - oct 1990) - Storyboard, directeur d'épisode
- Kaze no Naka no Shōjo Kinpatsu no Jeanie (oct 1992 - sept 1993) - Storyboard
- Azuki-chan (av 1995 - mar 1998) - Storyboard (ep 5, 11), directeur d'épisode (ep 11)
- Cardcaptor Sakura (avr 1998 - mar 2000) - Réalisateur, storyboard (ep 1,23,47,70), directeur d'épisode (ep 1,69)
- Galaxy Angel (avr 2001 - sept 2001) - Coréalisateur (avec Yoshimitsu Ōhashi), storyboard (ep 2,25), directeur d'épisode (ep 2,25)
- Galaxy Angel Z (fév 2002 - mar 2002) - Coréalisateur (avec Yoshimitsu Ōhashi), storyboard (ep 1)
- Chobits (avr 2002 - sept 2002) - Réalisateur, storyboard (ep 1, 26, omake)
- Galaxy Angel A (oct 2002 - mar 2003) - Storyboard (ep 40)
- Gunslinger girl (oct 2003 - fév 2004) - Réalisateur, stroyboard (ep 1,2,13)
- Monster (avr 2004 - sept 2005) - Storyboard (ep 47)
- Rozen Maiden (oct 2004 - déc 2004) - Stroyboard
- Nana (avr 2006 - mar 2007) - Réalisateur, Storyboard (ep 1,6,9,47), Directeur d'épisode (ep 1)
- Claymore (avr 2007 - sept 2007) - Storyboard (ep 25)
- Chi's Sweet Home (mar 2008 - sept 2008) - Chara-design original, stroyboard (ep 17,19,20), scénario (ep 19)
- Mōryō no Hako (oct 2008 - déc 2008) - Storyboard (ep 6,11)
- Kobato. (octobre 2009 - en cours) - Supervision, storyboard (ep 1), directeur d'épisode (ep 9)
- Aoi Bungaku Series (oct 2009 - déc 2009) - Réalisation (ep 1-4), storyboard (ep 1,4), directeur d'épisode (ep 4)
- Gyakkyō Burai Kaiji: Hakairoku-hen (avril 2011 - sept 2011) - Storyboard (ep 8)
- Chihayafuru (octobre 2011 - mars 2012) - Réalisation, storyboard (ep 1,3,25), directeur d'épisode (ep 1,25)
- Btooom! (octobre 2012 - décembre 2012) - Storyboard (ep 5)
- Chihayafuru S2 (janvier 2013 - jui 2013) - Réalisation, storyboard (ep 1,6,25), directeur d'épisode (ep 25)
- Ace of Diamond (2013-2015) - Storyboard (ep 50)
- No Game No Life (2014) - Storyboard (ep 9)
- Hanayama (2014) - Storyboard (ep 9)
- Mon Histoire (2015) - Réalisation, storyboard (ep 1).

### Films
- Yawara! - le film (août 1992) - Storyboard
- Le journal d'Anne Franck (1995) - Storyboard
- Cardcaptor Sakura - le film 1 (1999) - Réalisateur, storyboard
- Cardcaptor Sakura - le film 2 (2000) - Réalisateur, storyboard

### OAV
- Pops (1993) - Réalisateur
- Mermaid's Scar (1993) - Réalisateur
- Cathexis (1994) - Réalisateur
- Clamp in wonderland (1994) - Réalisateur, storyboard
- Phantom Quest Corp. (1994-1995) - Réalisateur, storyboard
- Tetsuwan Birdy (1996 - 1997) - Storyboard (ep 2), directeur d'épisode (ep 2)

### Autre
- Last Order: Final Fantasy VII (2005) - Réalisateur